# Georges Michel Vietinghoff
Pour les articles homonymes, voir Vietinghoff.
Georges Michel de Vietinghoff, né le 22 juin 1722 à Beckhof, district de Frauenburg, (Courlande), mort le 21 septembre 1807 à Versailles (Yvelines), est un général de division de la Révolution française.

## États de service
Enseigne dans les gardes de Lituanie au service de la Pologne de 1738 à 1744, il entre le 26 avril 1744 comme lieutenant en second au régiment allemand de Lowendal-infanterie au service de la France. En 1744 et 1745, il est employé comme aide de camp de Lowendal, et il est blessé à la jambe au siège de Tournai en 1745. Le 1er novembre 1745 il reçoit ses galons de capitaine en second, au régiment de Nassau-Saarbrück, et ceux de capitaine en pied le 1er août 1747. Il fait alors partie des officiers de l'escorte de Marie Josèphe de Saxe se rendant en France pour épouser le dauphin Louis, veuf de sa première épouse.
En 1747 et 1748, il devient aide de camp du maréchal de Saxe en Flandre, et le 11 avril 1755 il est nommé lieutenant-colonel à la suite du régiment de Nassau-Usingen. le 26 novembre 1756 il est muté à la suite du régiment d'Alsace-infanterie, et il obtient une commission de colonel le 16 mars 1757. En juin 1757, il est nommé premier gentilhomme d’ambassade à la suite de Monsieur le marquis de L’Hôpital (en) à Saint-Pétersbourg. Il est blessé le 25 août 1768, à Zorndorf, et en 1759, il rejoint l'armée des côtes en France. Le 15 août 1759 il reçoit son brevet de colonel, commandant le régiment Vierzet Liégeois, et il est fait Chevalier du Mérite militaire le 23 novembre 1759. 
De 1760 à 1762, il sert en Allemagne, et le 10 janvier 1763, après le rattachement de son régiment au service de l’Autriche, il prend le commandement du régiment royal Bavière. Il épouse Dorothée Salomé Wolff, fille de Jean Frédéric Wolff, banquier et sénateur de Strasbourg, avec laquelle il aura 4 filles et un fils. Il est nommé brigadier d'infanterie le 20 avril 1768, et colonel-lieutenant du même régiment le 1er juillet 1776. Habitant Strasbourg, il demande son admission au corps de la noblesse immédiate de basse Alsace qui lui est accordée le 8 juillet 1777. Le 1er août 1778, il est employé comme brigadier à l'armée de Broglie, et il est promu maréchal de camp le 1er mars 1780.
Le 1er avril 1788 il commande une brigade d'infanterie dans la 1re division d'Alsace, et il est élevé au grade de commandeur du Mérite militaire le 25 août 1788. En 1789 il prend une part active à la protection de la population contre les exactions de bandes révolutionnaires et empêche le sac et l'incendie du château des Waldner de Freundstein. Il libère ensuite la ville de Cernay et poursuit sur Thann pour rétablir l'ordre. Le 19 mars 1791, il est employé dans une division militaire, et il est nommé le 20 mai 1791, lieutenant-général commandant la 4e division militaire à Nancy. En février 1792, il commande à Compiègne une réserve d'une vingtaine de bataillons de volontaires, avant de prendre le 16 mars 1792 le commandement de la 17e division militaire et la réserve couvrant Paris. Le 31 août 1792, il commande la 22e division militaire à Tours, non compris dans la réorganisation des états-majors du 15 mai 1793. Il est un des gardes de Louis XVI au cours de son procès, puis il est suspendu de ses fonctions le 1er juin 1793. Autorisé à prendre sa retraite le 11 février 1795, il obtient une pension de 10 000 francs le 18 juillet suivant, et il est admis au traitement de réforme du grade de général de division le 7 novembre 1797. Il est fait chevalier de la Légion d'honneur le 29 mars 1805.
Il meurt le 21 septembre 1807, à Versailles. Le 23 septembre, la garnison de Versailles lui rend les honneurs funèbres.

## Distinctions
- Chevalier du Mérite militaire le 23 novembre 1759,
- Commandeur du Mérite militaire le 25 août 1788,
- Grand-croix de Saint-Louis en 1792.
- Chevalier de la Légion d’honneur le 29 mars 1805

## Sources
- (en) « Generals Who Served in the French Army during the Period 1789 - 1814: Eberle to Exelmans »
- Côte S.H.A.T.: 3 YD 1251
- « Cote LH/2698/102 », base Léonore, ministère français de la Culture
- Georges Six, Dictionnaire biographique des généraux & amiraux français de la Révolution et de l'Empire (1792-1814), Paris : Librairie G. Saffroy, 1934, 2 vol., p. 551